# Geissel’scher Garten

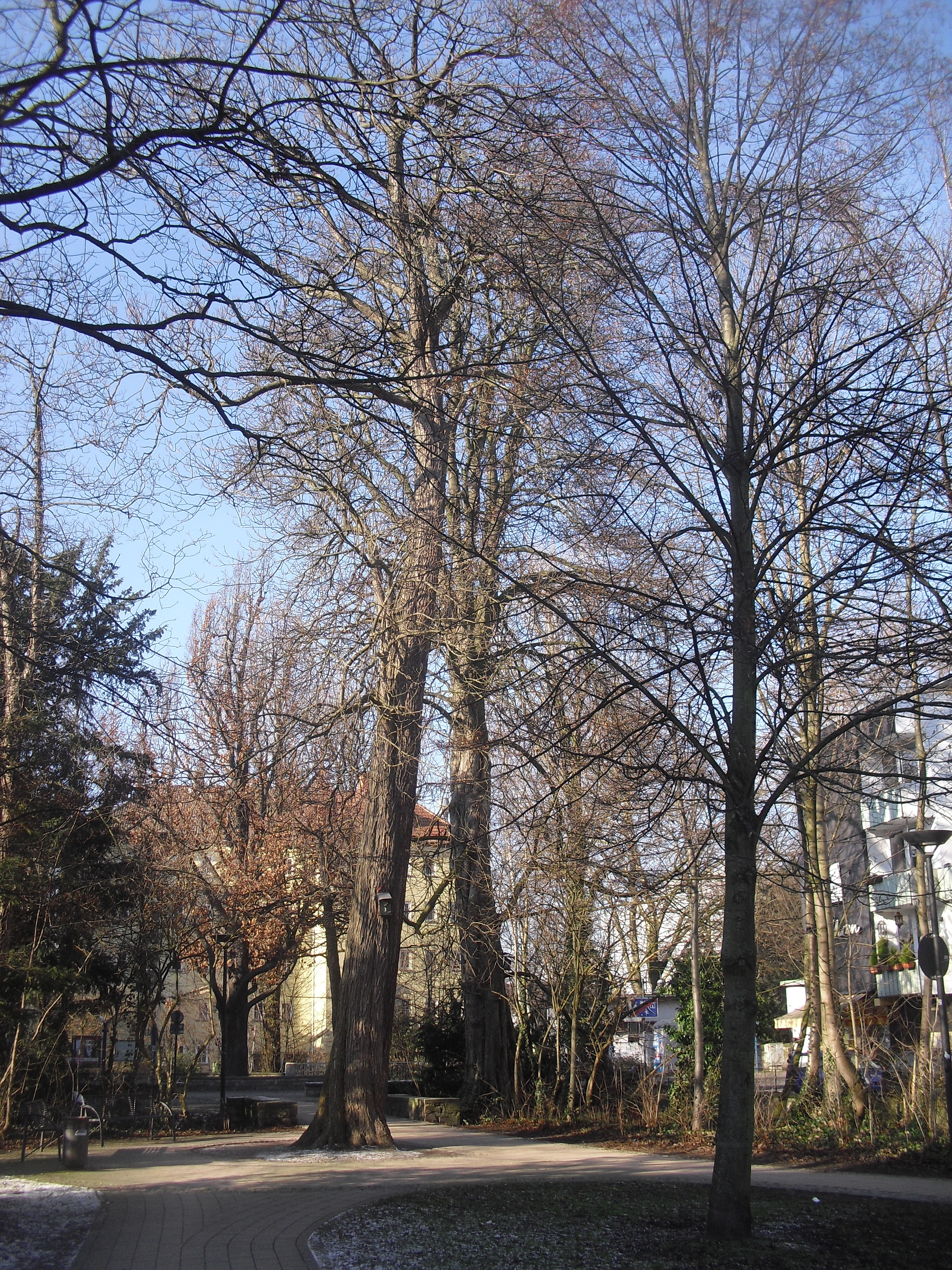
Geissel’scher Garten

Der Geissel’sche Garten ist eine 4600 Quadratmeter große Parkanlage, die im nördlichen Bereich der Paderborner Innenstadt, auf einer Insel zwischen der östlichen Dielenpader und der westlichen Rothobornpader, liegt.

## Geschichte

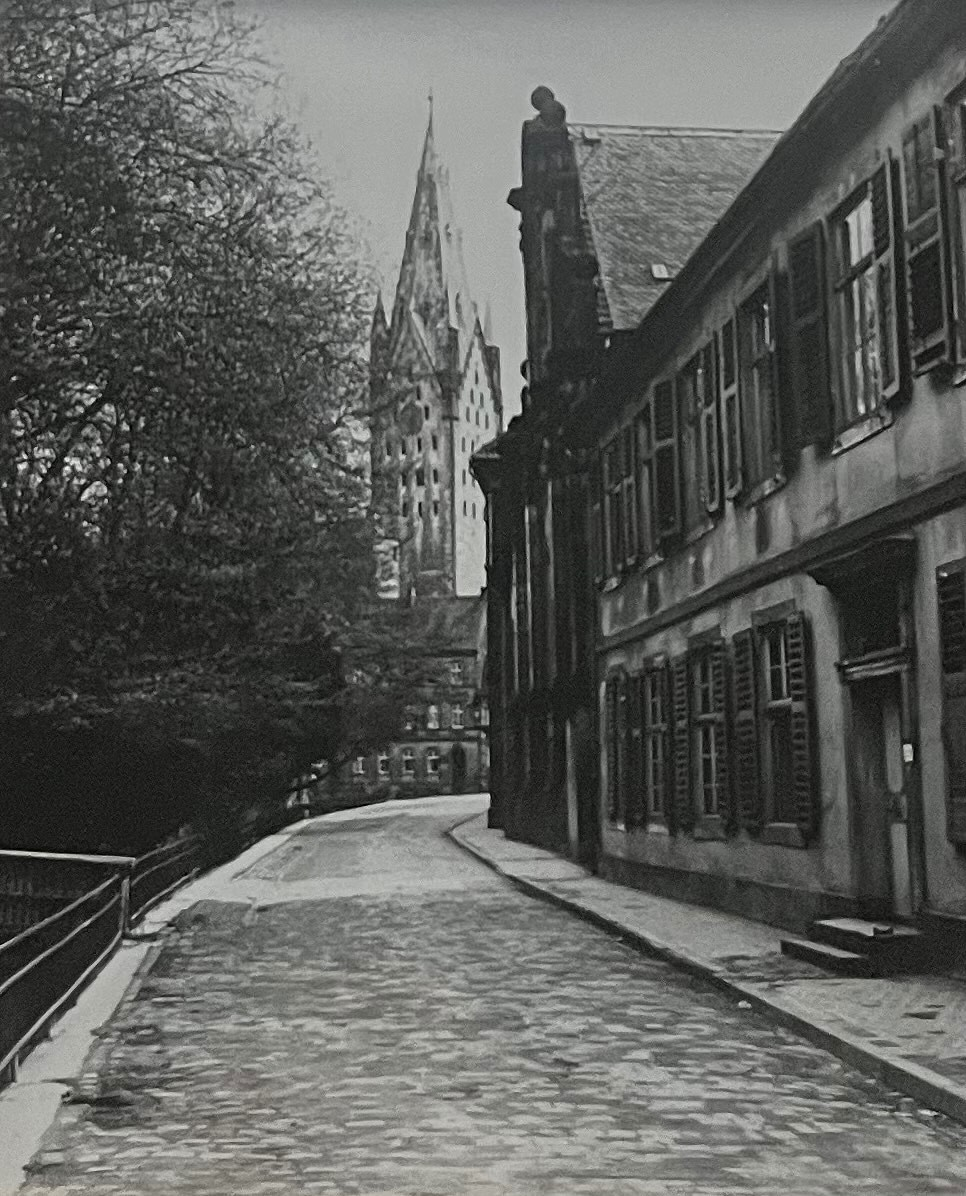
Das Geissel´sche Haus vor 1945, im Hintergrund das Michaelskloster und der Dom

Die kleine Insel entstand im Mittelalter durch die Kanalisierung der Paderarme für das Betreiben der Wassermühlen und die Auffüllung des Geländes. Seit dem 16. Jahrhundert hieß die Insel wegen eines Brauhauses zunächst „Brauinsel“. Im Jahr 1810 ging das Eigentum als Folge der 1803 beschlossenen Säkularisierung, d. h. der Enteignung der katholischen Kirche in den deutschen Territorien, vom Domkapitel auf das französische Königreich Westphalen (1808–1813) über, 1813 an den preußischen Staat.
Der Chefpräsident des Oberlandesgerichts, Diedrich Friedrich Carl von Schlechtendal (1767–1842), ließ das Gelände als Park seiner Dienstwohnung in der ehemaligen Domdechanei anlegen. Beraten hat ihn vermutlich sein Sohn Diedrich Franz Leonhard (1794–1866), renommierter Professor für Botanik und Direktor des Botanischen Gartens in Halle. Der Paderborner Conservateur und Rittergutsbesitzer Anton Rintelen (1772–1847), Stammvater des Borgholzer Familienzweigs derer von Rintelen, der ein Haus in der Mühlengasse (Michaelstraße) erworben hatte, kaufte 1843 den Garten und errichtete eine Mauer zum südlichen Teil der Insel mit dem Amtssitz.
Rintelens Erwerbungen gingen 1847 an seinen Sohn, den Geheimen Justizrat und Appellationsgerichtsrat August Rintelen, über. Vor 1870 wurde der Garten im Norden verkleinert, als durch die Verbindung der Kiesau (Kisau) mit der Wassergasse die Mühlenstraße entstand. Im Jahr 1884 erwarb der Warburger Justizrat und Gutsbesitzer Max Geissel (1842–1931), der 1870 Maria Rintelen geheiratet hatte, den Garten und das Haus in der Michaelstraße von seinem Schwiegervater. Die Familien Rintelen und Geissel nutzten die parkähnliche Anlage als repräsentativen Privatgarten und errichteten einen Pavillon und eine Gartengrotte mit einem vorgelagerten Wasserbassin. Beide Objekte blieben in Familienbesitz, bis die Stadt das Gartengrundstück von Theodor Geissel, Regierungsbaumeister in Paderborn, 1940 erwarb. Das Geissel’sche Haus wurde bei den Luftangriffen auf Paderborn 1945 vollständig zerstört.
Am 20. Mai 2022 zerstörte ein Tornado große Teile des Baumbestandes, der den Garten prägte. Dabei wurden etwa 120 Bäume entwurzelt oder stark geschädigt sowie die Paderufer mit ihrer Ufervegetation und Stadtmobiliar beschädigt.